# Membres de l'Ordre du Canada, par ordre alphabétique G
| Nom                            | Ville                       | Province                  | Grade     | Année | Occupation |
| Walter H. Gage                 | Vancouver                   | Colombie-Britannique      | Compagnon | 1971  |            |
| Gaetano Gagliano               | Concord                     | Ontario                   | Membre    | 1997  |            |
| Aimé Gagné                     | Montréal                    | Québec                    | Membre    | 1979  |            |
| Michel Gagné                   | Edmundston                  | Nouveau-Brunswick         | Membre    | 1991  |            |
| Roland Gagné                   | Granby                      | Québec                    | Membre    | 1982  |            |
| Claire Gagnier                 | Laval                       | Québec                    | Membre    | 1990  |            |
| André Gagnon                   | Montréal                    | Québec                    | Officier  | 1979  |            |
| Claude Gagnon                  | Québec                      | Québec                    | Officier  | 1970  |            |
| Denis Gagnon                   | Sillery                     | Québec                    | Membre    | 1995  |            |
| Édouard Gagnon                 | Montréal                    | Québec                    | Officier  | 1993  |            |
| François-Marc Gagnon           | Montréal                    | Québec                    | Membre    | 1999  |            |
| Gérard Gagnon                  | Ottawa                      | Ontario                   | Membre    | 1982  |            |
| Jean-Louis Gagnon              | Québec                      | Québec                    | Officier  | 1980  |            |
| Harry Ralph Gairey             | Toronto                     | Ontario                   | Membre    | 1986  |            |
| Jay Gajjar                     | Mississauga                 | Ontario                   | Membre    | 1992  |            |
| Roland Galarneau               | Hull                        | Québec                    | Membre    | 1976  |            |
| James Douglas Galbraith        | Victoria                    | Colombie-Britannique      | Membre    | 1998  |            |
| Sheldon Galbraith              | Aurora                      | Ontario                   | Membre    | 1999  |            |
| Biruté M.F. Galdikas           | Burnaby                     | Colombie-Britannique      | Officier  | 1995  |            |
| George Alexander Gale          | Toronto                     | Ontario                   | Compagnon | 1977  |            |
| André Jacques Galipeault       | Toronto                     | Ontario                   | Membre    | 1999  |            |
| Gerald L. Gall                 | St. Albert                  | Alberta                   | Officier  | 2001  |            |
| John Patrick Gallagher         | Calgary                     | Alberta                   | Officier  | 1983  |            |
| Marianna O'Gallagher           | Sainte-Foy                  | Québec                    | Membre    | 2002  |            |
| Paul Gallagher                 | North Vancouver             | Colombie-Britannique      | Membre    | 1986  |            |
| Clara Gallant                  | Wellington Station          | Île-du-Prince-Édouard     | Membre    | 1996  |            |
| Corinne Gallant                | Dieppe                      | Nouveau-Brunswick         | Membre    | 1988  |            |
| J. Albert Gallant              | Summerside                  | Île-du-Prince-Édouard     | Membre    | 1989  |            |
| Jean Pierre Edgar Gallant      | Ottawa                      | Ontario                   | Officier  | 1986  |            |
| Lennie Gallant                 | Halifax                     | Nouvelle-Écosse           | Membre    | 2003  |            |
| Lorette Gallant                | Dieppe                      | Nouveau-Brunswick         | Membre    | 1995  |            |
| Marguerite A. Gallaway         | Estevan                     | Saskatchewan              | Membre    | 1990  |            |
| Alvan Gamble                   | Ottawa                      | Ontario                   | Membre    | 1973  |            |
| William Alastair Gamble        | Ottawa                      | Ontario                   | Membre    | 1988  |            |
| Hormisdas Gamelin              | La Prairie                  | Québec                    | Membre    | 1985  |            |
| David A. Ganong                | St. Stephen                 | Nouveau-Brunswick         | Membre    | 2005  |            |
| R. Whidden Ganong              | St. Stephen                 | Nouveau-Brunswick         | Membre    | 1989  |            |
| Serge Garant                   | Montréal                    | Québec                    | Officier  | 1979  |            |
| George R. Gardiner             | Toronto                     | Ontario                   | Officier  | 1989  |            |
| Joseph Daniel Gardiner         | Halifax                     | Nouvelle-Écosse           | Membre    |       |            |
| Melvin Gardiner                | Merrickville                | Ontario                   | Membre    | 1973  |            |
| W. Douglas H. Gardiner         | Vancouver                   | Colombie-Britannique      | Membre    | 1982  |            |
| Joseph A.F. Gardner            | Vancouver                   | Colombie-Britannique      | Membre    | 1993  |            |
| Zoie Gardner                   | Edmonton                    | Alberta                   | Membre    | 1997  |            |
| Arthur Gareau                  | St-Jérôme                   | Québec                    | Membre    | 1980  |            |
| Pierre Eugène Gariépy          | Edmonton                    | Alberta                   | Membre    | 1978  |            |
| Philippe Garigue               | Don Mills                   | Ontario                   | Officier  | 1986  |            |
| George D. Garland              | Huntsville                  | Ontario                   | Officier  | 1984  |            |
| Andrzej Marian Garlicki        | Ottawa                      | Ontario                   | Membre    | 1985  |            |
| Louis Garneau                  | Saint-Augustin-de-Desmaures | Québec                    | Officier  | 1998  |            |
| Marc Garneau                   | Westmount                   | Québec                    | Compagnon | 1984  |            |
| Raymond Garneau                | Westmount                   | Québec                    | Officier  | 1994  |            |
| Richard Garneau                | Montréal                    | Québec                    | Membre    | 2005  |            |
| Philip C. Garratt              | Toronto                     | Ontario                   | Officier  | 1970  |            |
| Stuart S. Garson               | Winnipeg                    | Manitoba                  | Compagnon | 1971  |            |
| Beverly Witter Du Gas          | Delta                       | Colombie-Britannique      | Membre    | 2001  |            |
| Jean Gascon                    | Westmount                   | Québec                    | Compagnon | 1967  |            |
| Gregory Francis Gatenby        | Toronto                     | Ontario                   | Membre    | 2000  |            |
| Yves Gaucher                   | Montréal                    | Québec                    | Membre    | 1980  |            |
| Jacob Gill Gaudaur             | Burlington                  | Ontario                   | Officier  | 1985  |            |
| Denise Gaudet                  | Montréal                    | Québec                    | Membre    | 1978  |            |
| J. Henri Gaudet                | Tignish                     | Île-du-Prince-Édouard     | Membre    | 2001  |            |
| Georges Edouard Gaudreau       | Sillery                     | Québec                    | Membre    | 1978  |            |
| Amédée Gaudreault              | Hull                        | Québec                    | Membre    | 1997  |            |
| Roger Gaudry                   | Montréal                    | Québec                    | Compagnon | 1968  |            |
| David Eldon Gauley             | Saskatoon                   | Saskatchewan              | Membre    |       |            |
| M. Henry Gault                 | Saint-Jean                  | Terre-Neuve-et-Labrador   | Officier  | 1990  |            |
| Daniel Gauthier                | Saint-Bruno                 | Québec                    | Officier  | 2003  |            |
| Joseph Dominique Gauthier      | Shippagan                   | Nouveau-Brunswick         | Membre    | 1973  |            |
| Georges-E. Gauthier            | Ottawa                      | Ontario                   | Officier  | 1967  |            |
| Isidore M. Gauthier            | Delisle                     | Québec                    | Membre    | 1977  |            |
| Jean-Robert Gauthier           | Ottawa                      | Ontario                   | Membre    |       |            |
| Paul Gauthier                  | Québec                      | Québec                    | Membre    | 1996  |            |
| Paule Gauthier                 | Québec                      | Québec                    | Officier  | 1990  |            |
| Robert Gauthier                | Ottawa                      | Ontario                   | Membre    | 1978  |            |
| Andrée Dalcourt-Gauvin         | Outremont                   | Québec                    | Membre    | 1997  |            |
| Michel Gauvin                  | Ottawa                      | Ontario                   | Officier  | 1973  |            |
| William Gauvin                 | Beaconsfield                | Québec                    | Compagnon | 1975  |            |
| Jean-Marie Gauvreau            | Montréal                    | Québec                    | Officier  | 1969  |            |
| Miroslawa Gawalewicz           | Orleans                     | Ontario                   | Membre    | 1991  |            |
| Eric A. Geddes                 | Edmonton                    | Alberta                   | Membre    | 1989  |            |
| William Oscar Geisler          | Toronto                     | Ontario                   | Membre    | 2001  |            |
| Arthur E. Gelber               | Toronto                     | Ontario                   | Compagnon | 1972  |            |
| Sylva M. Gelber                | Ottawa                      | Ontario                   | Officier  | 1975  |            |
| Morrie M. Gelfand              | Montréal                    | Québec                    | Membre    | 1989  |            |
| Gratien Gélinas                | Oka                         | Québec                    | Compagnon | 1967  |            |
| John Gellner                   | Caledon East                | Ontario                   | Membre    | 1983  |            |
| Gertrude Constant Gendreau     | Montréal                    | Québec                    | Membre    | 1978  |            |
| Pierre-R. Gendron              | Hudson                      | Québec                    | Compagnon | 1970  |            |
| Jacques Genest                 | Montréal                    | Québec                    | Compagnon | 1967  |            |
| Louis Genest                   | Rigaud                      | Québec                    | Membre    | 1984  |            |
| Dan George                     | North Vancouver             | Colombie-Britannique      | Officier  | 1971  |            |
| Peter J. George                | Hamilton                    | Ontario                   | Membre    | 1999  |            |
| Kenneth V. Georgetti           | Ottawa                      | Ontario                   | Membre    | 2000  |            |
| Robert E. Geraghty             | Halifax                     | Nouvelle-Écosse           | Membre    | 2003  |            |
| Richard Geren                  | Oromocto                    | Nouveau-Brunswick         | Officier  | 1983  |            |
| Paul Gérin-Lajoie              | Montréal                    | Québec                    | Compagnon | 1979  |            |
| Nicole Germain                 | Mont-Royal                  | Québec                    | Membre    | 1974  |            |
| John Watson Gerrard            | Saskatoon                   | Saskatchewan              | Officier  | 1998  |            |
| Irving Russell Gerstein        | Toronto                     | Ontario                   | Membre    | 1999  |            |
| Reva Appleby Gerstein          | Toronto                     | Ontario                   | Compagnon | 1974  |            |
| Maynard Gertler                | Westmount                   | Québec                    | Membre    | 2002  |            |
| Alice Gervais                  | Prince Albert               | Saskatchewan              | Membre    | 1972  |            |
| Michel Gervais                 | Beauport                    | Québec                    | Officier  | 1993  |            |
| Solange Fernet Gervais         | Hérouxville                 | Québec                    | Membre    | 1985  |            |
| Alphonse Mathias Gerwing       | Lake Lenore                 | Saskatchewan              | Membre    | 1988  |            |
| Samuel Gesser                  | Montréal                    | Québec                    | Membre    | 1993  |            |
| Donald R. Getty                | Edmonton                    | Alberta                   | Officier  | 1998  |            |
| Leila Getz                     | Vancouver                   | Colombie-Britannique      | Membre    | 1994  |            |
| Bernard Ghert                  | Toronto                     | Ontario                   | Membre    | 2002  |            |
| Ratna Ghosh                    | Montréal                    | Québec                    | Membre    | 2000  |            |
| Christopher Paul Giannou       | Scarborough                 | Ontario                   | Membre    | 1990  |            |
| Lenore Gibb                    | Pembroke                    | Ontario                   | Membre    | 2003  |            |
| Josephine Gibbons              | St. Mary's Bay              | Terre-Neuve-et-Labrador   | Membre    | 1992  |            |
| Daniel A. Gibson               | Toronto                     | Ontario                   | Membre    | 1993  |            |
| Graeme Gibson                  | Toronto                     | Ontario                   | Membre    | 1992  |            |
| Helen Beny Gibson              | Edmonton                    | Alberta                   | Membre    | 1973  |            |
| James Alexander Gibson         | St. Catharines              | Ontario                   | Membre    | 1992  |            |
| William C. Gibson              | Victoria                    | Colombie-Britannique      | Membre    | 2002  |            |
| Tamara Giesbrecht              | Kitchener                   | Ontario                   | Membre    | 1984  |            |
| Jean-Paul Gignac               | Shawinigan                  | Québec                    | Officier  | 1976  |            |
| Alphonse Giguère               | Québec                      | Québec                    | Membre    | 1974  |            |
| Paul-Antoine Giguère           | Québec                      | Québec                    | Compagnon | 1970  |            |
| Albert Gilbert                 | Toronto                     | Ontario                   | Membre    | 1989  |            |
| James Alan Longmore Gilbert    | Edmonton                    | Alberta                   | Membre    | 1997  |            |
| William H. Giles               | Scarborough                 | Ontario                   | Membre    | 1973  |            |
| Alastair W. Gillespie          | Toronto                     | Ontario                   | Officier  | 1998  |            |
| Violet Amy Gillett             | Comté de Victoria           | Nouveau-Brunswick         | Membre    | 1976  |            |
| Robert W. Gillham              | Guelph                      | Ontario                   | Membre    | 2001  |            |
| James Gillies                  | North York                  | Ontario                   | Membre    | 1996  |            |
| Daniel Alexander Gillis        | Halifax                     | Nouvelle-Écosse           | Membre    | 1996  |            |
| Margie Gillis                  | Montréal                    | Québec                    | Membre    | 1987  |            |
| Allan K. Gillmore              | Victoria                    | Colombie-Britannique      | Membre    | 2000  |            |
| James P. Gilmore               | Victoria                    | Colombie-Britannique      | Officier  | 1981  |            |
| Clyde Gilmour                  | Toronto                     | Ontario                   | Membre    | 1975  |            |
| James Clayton Gilson           | Winnipeg                    | Manitoba                  | Membre    | 1992  |            |
| Bobby Gimby                    | Toronto                     | Ontario                   | Officier  | 1967  |            |
| Fernand Gingras                | Sainte-Foy                  | Québec                    | Membre    | 1990  |            |
| Gustave Gingras                | Souris                      | Île-du-Prince-Édouard     | Compagnon | 1967  |            |
| Blanche Lemco van Ginkel       | Toronto                     | Ontario                   | Membre    | 2000  |            |
| Alice Girard                   | Montréal                    | Québec                    | Officier  | 1968  |            |
| J.-C. Emile Girardin           | Montréal                    | Québec                    | Compagnon | 1969  |            |
| Jean-Pierre Girerd             | Montréal                    | Québec                    | Membre    | 1985  |            |
| Antoinette Giroux              | Longueuil                   | Québec                    | Officier  | 1978  |            |
| Françoise R. Giroux            | Québec                      | Québec                    | Membre    | 1988  |            |
| Robert J. Giroux               | Gatineau                    | Québec                    | Membre    | 1997  |            |
| Roland Giroux                  | Outremont                   | Québec                    | Compagnon | 1972  |            |
| Joseph Harvey Gjesdal          | Birch Hills                 | Saskatchewan              | Membre    | 1992  |            |
| Lawrence Albert Gladue         | Ottawa                      | Ontario                   | Membre    | 1981  |            |
| Helen Preston Glass            | Winnipeg                    | Manitoba                  | Officier  | 1988  |            |
| William Glassco                | Montréal                    | Québec                    | Officier  | 1982  |            |
| Robert Glen                    | Victoria                    | Colombie-Britannique      | Officier  | 1967  |            |
| Donald E.M. Glendenning        | Charlottetown               | Île-du-Prince-Édouard     | Membre    | 1986  |            |
| Srul Irving Glick              | Toronto                     | Ontario                   | Membre    | 1994  |            |
| Francis H. Glorieux            | Outremont                   | Québec                    | Officier  | 2003  |            |
| Constance R. Glube             | Halifax                     | Nouvelle-Écosse           | Officier  |       |            |
| Hans Gmoser                    | Banff                       | Alberta                   | Membre    | 1986  |            |
| Norman M. Goble                | Moncton                     | Nouveau-Brunswick         | Officier  | 1990  |            |
| Anthony J. Gocki               | Regina                      | Saskatchewan              | Membre    | 1974  |            |
| Mira Godard                    | Toronto                     | Ontario                   | Membre    | 1988  |            |
| Martin Godbout                 | Québec                      | Québec                    | Officier  | 2005  |            |
| Charles M. Godfrey             | Madoc                       | Ontario                   | Membre    | 1989  |            |
| Paul Victor Godfrey            | Toronto                     | Ontario                   | Membre    | 1999  |            |
| Sheldon Jay Godfrey            | Toronto                     | Ontario                   | Membre    | 1998  |            |
| Conrad Godin                   | Trois-Rivières              | Québec                    | Membre    | 1978  |            |
| Serge Godin                    | Montréal                    | Québec                    | Membre    |       |            |
| Dale A. Godsoe                 | Halifax                     | Nouvelle-Écosse           | Membre    | 1998  |            |
| Peter Cowperthwaite Godsoe     | Toronto                     | Ontario                   | Officier  | 2001  |            |
| Edward W. Godwin               | Calgary                     | Alberta                   | Officier  |       |            |
| Anthony C. Golab               | Aylmer                      | Québec                    | Membre    | 1985  |            |
| Abraham Gold                   | Montréal                    | Québec                    | Membre    | 2005  |            |
| Alan B. Gold                   | Montréal                    | Québec                    | Officier  | 1994  |            |
| Phil Gold                      | Westmount                   | Québec                    | Compagnon | 1978  |            |
| Yhetta Miriam Gold             | Winnipeg                    | Manitoba                  | Membre    | 1995  |            |
| Richard B. Goldbloom           | Halifax                     | Nouvelle-Écosse           | Officier  | 1986  |            |
| Ruth Miriam Goldbloom          | Halifax                     | Nouvelle-Écosse           | Officier  | 1991  |            |
| Sheila Barshay Goldbloom       | Montréal                    | Québec                    | Membre    | 1998  |            |
| Victor Charles Goldbloom       | Montréal                    | Québec                    | Compagnon | 1983  |            |
| Anne Golden                    | Ottawa                      | Ontario                   | Membre    | 2003  |            |
| David A. Golden                | Ottawa                      | Ontario                   | Officier  | 1977  |            |
| H. Carl Goldenberg             | Westmount                   | Québec                    | Officier  | 1967  |            |
| Martin Goldfarb                | Toronto                     | Ontario                   | Officier  | 1998  |            |
| Klaus Goldschlag               | Scarborough                 | Ontario                   | Officier  | 1983  |            |
| Nicholas Goldschmidt           | Toronto                     | Ontario                   | Compagnon | 1978  |            |
| June Goldsmith                 | Vancouver                   | Colombie-Britannique      | Membre    | 2004  |            |
| Myer Murray Goldstein          | Kirkland Lake               | Ontario                   | Membre    | 1976  |            |
| Cecil Goldstick                | Edmonton                    | Alberta                   | Membre    | 1990  |            |
| David Goltzman                 | Westmount                   | Québec                    | Officier  | 2000  |            |
| John W. Goodall                | Fort Simpson                | Territoires du Nord-Ouest | Officier  | 1967  |            |
| Allan W. Goodfellow            | Plaster Rock                | Nouveau-Brunswick         | Membre    | 1984  |            |
| Edwin A. Goodman               | Toronto                     | Ontario                   | Officier  | 1982  |            |
| Joseph O. Goodman              | Rexdale                     | Ontario                   | Membre    | 1978  |            |
| Martin Wise Goodman            | Toronto                     | Ontario                   | Membre    | 1981  |            |
| Russell Charles Goodman        | Kelowna                     | Colombie-Britannique      | Membre    | 1988  |            |
| Jean Goodwill                  | Fort Qu'Appelle             | Saskatchewan              | Officier  | 1991  |            |
| Betty Goodwin                  | Montréal                    | Québec                    | Officier  | 2003  |            |
| Alix Goolden                   | Victoria                    | Colombie-Britannique      | Membre    | 1977  |            |
| Henrietta Goplen               | Saskatoon                   | Saskatchewan              | Membre    | 2003  |            |
| Frederick William Gorbet       | Toronto                     | Ontario                   | Membre    | 2000  |            |
| Donald Gordon                  | Montréal                    | Québec                    | Compagnon | 1968  |            |
| Duncan Lockhart Gordon         | Toronto                     | Ontario                   | Membre    | 1983  |            |
| J. King Gordon                 | Ottawa                      | Ontario                   | Membre    | 1977  |            |
| J. Peter Gordon                | Burlington                  | Ontario                   | Officier  | 1983  |            |
| Mary Gordon                    | Toronto                     | Ontario                   | Membre    | 2005  |            |
| Percival H. Gordon             | Regina                      | Saskatchewan              | Officier  | 1968  |            |
| Walter L. Gordon               | Toronto                     | Ontario                   | Compagnon | 1976  |            |
| Winston Graham Gordon          | Dundas                      | Ontario                   | Membre    | 1976  |            |
| Carl Goresky                   | Montréal-Ouest              | Québec                    | Officier  | 1995  |            |
| Peter R. Gorman                | Calgary                     | Alberta                   | Membre    | 1982  |            |
| Ruth Gorman                    | Calgary                     | Alberta                   | Officier  | 1968  |            |
| Joseph Gosnell                 | New Aiyansh                 | Colombie-Britannique      | Officier  | 2000  |            |
| Abram Y. Goss                  | Saint John                  | Nouveau-Brunswick         | Membre    | 1988  |            |
| Clarence L. Gosse              | Halifax                     | Nouvelle-Écosse           | Officier  | 1982  |            |
| Arthur J. Gosselin             | Ottawa                      | Ontario                   | Officier  | 1971  |            |
| Claude Gosselin                | Montréal                    | Québec                    | Membre    |       |            |
| Paul-Émile Gosselin            | Boischatel                  | Québec                    | Officier  | 1972  |            |
| Allan Gotlieb                  | Toronto                     | Ontario                   | Compagnon | 1982  |            |
| Calvin Carl Gotlieb            | Toronto                     | Ontario                   | Membre    | 1995  |            |
| Mildred Gottfriedson           | Kamloops                    | Colombie-Britannique      | Membre    | 1977  |            |
| Ronald Alan Gould              | Ottawa                      | Ontario                   | Membre    | 1996  |            |
| Jean-Paul Gourdeau             | Montréal                    | Québec                    | Membre    | 1990  |            |
| Andrew Goussaert               | Winnipeg                    | Manitoba                  | Membre    | 1980  |            |
| George W. Govier               | Calgary                     | Alberta                   | Officier  | 1976  |            |
| Geoffrey Russell Gowan         | Halifax                     | Nouvelle-Écosse           | Membre    | 1991  |            |
| Suzanne Paquette-Goyette       | Outremont                   | Québec                    | Membre    | 1978  |            |
| J. Gérard De Grace             | Montréal                    | Québec                    | Officier  | 1973  |            |
| Thomas Bernard O Grady         | Peterborough                | Ontario                   | Membre    | 1997  |            |
| Christian W.A. Graefe          | Perryvale                   | Alberta                   | Membre    | 1979  |            |
| Carole Sandra Grafstein        | Toronto                     | Ontario                   | Membre    | 2001  |            |
| Anthony Francis Graham         | Toronto                     | Ontario                   | Membre    | 2001  |            |
| Duncan A. Graham               | Toronto                     | Ontario                   | Compagnon | 1968  |            |
| Howard D. Graham               | Oakville                    | Ontario                   | Officier  | 1967  |            |
| James H. Graham                | Ottawa                      | Ontario                   | Membre    | 1979  |            |
| James Wesley Graham            | Waterloo                    | Ontario                   | Officier  | 1999  |            |
| John Alexander Graham          | Glace Bay                   | Nouvelle-Écosse           | Membre    | 1988  |            |
| M. David Graham                | Ottawa                      | Ontario                   | Membre    | 1972  |            |
| Marion Margaret Graham         | Saskatoon                   | Saskatchewan              | Membre    | 1977  |            |
| Jack Lawrence Granatstein      | Toronto                     | Ontario                   | Officier  | 1996  |            |
| Alain Grandbois                | Québec                      | Québec                    | Compagnon | 1967  |            |
| Nickolas R. de Grandmaison     | Banff                       | Alberta                   | Membre    | 1972  |            |
| Albert Jean de Grandpré        | Montréal                    | Québec                    | Compagnon | 1981  |            |
| Louis-Phillippe de Grandpré    | Saint-Lambert               | Québec                    | Compagnon | 1971  |            |
| Charles Ronald McKay Granger   | Catalina                    | Terre-Neuve-et-Labrador   | Officier  | 1994  |            |
| Ivy Granstrom                  | Vancouver                   | Colombie-Britannique      | Membre    | 1988  |            |
| Campbell Grant                 | Walkerton                   | Ontario                   | Officier  | 1986  |            |
| George P. Grant                | Halifax                     | Nouvelle-Écosse           | Officier  | 1981  |            |
| James Andrews Grant            | Westmount                   | Québec                    | Membre    | 2003  |            |
| Jon K. Grant                   | Peterborough                | Ontario                   | Officier  | 2002  |            |
| Ronald D. Grantham             | Edmonton                    | Alberta                   | Membre    | 2002  |            |
| Joffre-André Gravel            | Québec                      | Québec                    | Membre    | 1986  |            |
| Claudette Gravelle             | Ottawa                      | Ontario                   | Membre    | 1999  |            |
| Herbert Eser Gray              | Ottawa                      | Ontario                   | Compagnon | 2003  |            |
| James H. Gray                  | Calgary                     | Alberta                   | Membre    | 1988  |            |
| James Kenneth Gray             | Calgary                     | Alberta                   | Officier  | 1994  |            |
| James Lorne Gray               | Deep River                  | Ontario                   | Compagnon | 1969  |            |
| Jean Gray                      | Halifax                     | Nouvelle-Écosse           | Membre    | 2004  |            |
| John MacLachlan Gray (en)      | Vancouver                   | Colombie-Britannique      | Officier  | 2000  |            |
| John Morgan Gray               | Toronto                     | Ontario                   | Officier  | 1975  |            |
| Walt Grealis                   | Toronto                     | Ontario                   | Officier  | 1993  |            |
| Abraham J. Green               | Toronto                     | Ontario                   | Membre    | 2002  |            |
| Donald M. Green                | Burlington                  | Ontario                   | Membre    | 1980  |            |
| John Green                     | Regina                      | Saskatchewan              | Membre    | 1979  |            |
| Leslie C. Green                | Edmonton                    | Alberta                   | Membre    | 1993  |            |
| Cora de Jong Greenaway         | Dartmouth                   | Nouvelle-Écosse           | Membre    | 1995  |            |
| Keith R. Greenaway             | Nepean                      | Ontario                   | Membre    | 1976  |            |
| Harold Greenberg               | Montréal                    | Québec                    | Officier  | 1994  |            |
| Mark Lawrence Greenberg        | Toronto                     | Ontario                   | Officier  | 2001  |            |
| Mary Greene                    | Campbellton                 | Nouveau-Brunswick         | Membre    | 1981  |            |
| Gail E. Greenough              | King                        | Ontario                   | Membre    | 1990  |            |
| Sonny Greenwich                | Vaudreuil-Dorion            | Québec                    | Membre    | 2005  |            |
| Erica Deichmann Gregg          | Fredericton                 | Nouveau-Brunswick         | Membre    | 1987  |            |
| Milton F. Gregg                | Sussex                      | Nouveau-Brunswick         | Officier  | 1967  |            |
| Paul Grégoire                  | Montréal                    | Québec                    | Officier  | 1979  |            |
| Helen Frances Gregor           | Toronto                     | Ontario                   | Membre    | 1987  |            |
| Hilda Gregory                  | Vancouver                   | Colombie-Britannique      | Membre    | 1998  |            |
| Claude Grenier                 | Chicoutimi-Nord             | Québec                    | Membre    | 1982  |            |
| Fernand Grenier                | Sainte-Croix                | Québec                    | Officier  | 1999  |            |
| Pierre Grenier                 | Sainte-Foy                  | Québec                    | Officier  | 1976  |            |
| Robert Grenier                 | Ottawa                      | Ontario                   | Officier  | 2004  |            |
| David Georges Greyeyes         | Saskatoon                   | Saskatchewan              | Membre    | 1977  |            |
| John Douglas Morecroft Griffin | Toronto                     | Ontario                   | Officier  | 1995  |            |
| Harold R. Griffith             | Montréal                    | Québec                    | Officier  | 1974  |            |
| Naomi E.S. Griffiths           | Ottawa                      | Ontario                   | Officier  | 1999  |            |
| Claude-Henri Grignon           | Sainte-Adèle                | Québec                    | Officier  | 1969  |            |
| Stanley George S. Grizzle      | Toronto                     | Ontario                   | Membre    | 1994  |            |
| Valère Emile Groleau           | Sainte-Foy                  | Québec                    | Membre    | 1976  |            |
| Reginald K. Groome             | Montréal                    | Québec                    | Officier  | 1980  |            |
| Phyllis Grosskurth             | Toronto                     | Ontario                   | Officier  | 2000  |            |
| Aurèle Groulx                  | Hull                        | Québec                    | Membre    | 1990  |            |
| Naomi Jackson Groves           | Ottawa                      | Ontario                   | Membre    | 1992  |            |
| Heinrich Ihmels Grube          | Chase                       | Colombie-Britannique      | Membre    | 1978  |            |
| Stefan Grzybowski              | Bowen Island                | Colombie-Britannique      | Officier  | 1989  |            |
| Georgette D. Guay              | Sillery                     | Québec                    | Membre    | 1976  |            |
| M. Irène Grant Guérette        | Nouvelle                    | Québec                    | Membre    | 1987  |            |
| Rachel Vandandaigue Guérette   | Montréal                    | Québec                    | Membre    | 1990  |            |
| Gowan Thomas Guest             | Vancouver                   | Colombie-Britannique      | Membre    | 2001  |            |
| Gerard F.J. Guichon            | Quilchena                   | Colombie-Britannique      | Membre    | 1974  |            |
| André-M. Guillemette           | Montréal                    | Québec                    | Membre    | 1978  |            |
| Hubert A. Guillet              | Capreol                     | Ontario                   | Membre    | 1982  |            |
| Boniface Guimond               | Pine Falls                  | Manitoba                  | Membre    | 1980  |            |
| Simon Rufus Guinchard          | Hawke's Bay                 | Terre-Neuve-et-Labrador   | Membre    | 1986  |            |
| Jeannine Guindon               | Laval                       | Québec                    | Membre    | 1974  |            |
| Léo Guindon                    | Montréal                    | Québec                    | Officier  | 1967  |            |
| Roger Guindon                  | Ottawa                      | Ontario                   | Compagnon | 1973  |            |
| Yvan Guindon                   | Montréal                    | Québec                    | Membre    | 2004  |            |
| Donald W. Gullett              | Willowdale                  | Ontario                   | Officier  | 1968  |            |
| R. Ben Gullison                | Vancouver                   | Colombie-Britannique      | Membre    | 1980  |            |
| Chit Chan Gunn                 | Vancouver                   | Colombie-Britannique      | Membre    | 2001  |            |
| Harry Emmet Gunning            | Edmonton                    | Alberta                   | Officier  | 1979  |            |
| Frank H. Gunston               | Brandon                     | Manitoba                  | Membre    | 1996  |            |
| Ramsay Willis Gunton           | London                      | Ontario                   | Membre    | 1993  |            |
| Donna Marie Gurr               | Vancouver                   | Colombie-Britannique      | Membre    | 1976  |            |
| Raymond Gushue                 | Saint-Jean                  | Terre-Neuve-et-Labrador   | Officier  | 1967  |            |
| Ralph Barker Gustafson         | North Hatley                | Québec                    | Membre    | 1992  |            |
| May C. Gutteridge              | Vancouver                   | Colombie-Britannique      | Membre    | 1981  |            |
| Irving Allen Guttman           | Vancouver                   | Colombie-Britannique      | Membre    | 1988  |            |
| Patricia T. Guyda              | Montréal                    | Québec                    | Membre    | 1992  |            |
| Alexandra Sandra Gwyn          | Toronto                     | Ontario                   | Officier  | 2000  |            |
| Richard Gwyn                   | Toronto                     | Ontario                   | Officier  | 2002  |            |
| Blanka Gyulai                  | Outremont                   | Québec                    | Membre    | 1982  |            |
| Peter Gzowski                  | Toronto                     | Ontario                   | Compagnon | 1986  |            |